# 3803 KM

Seitenansicht des Sendeturms (gekürzt)

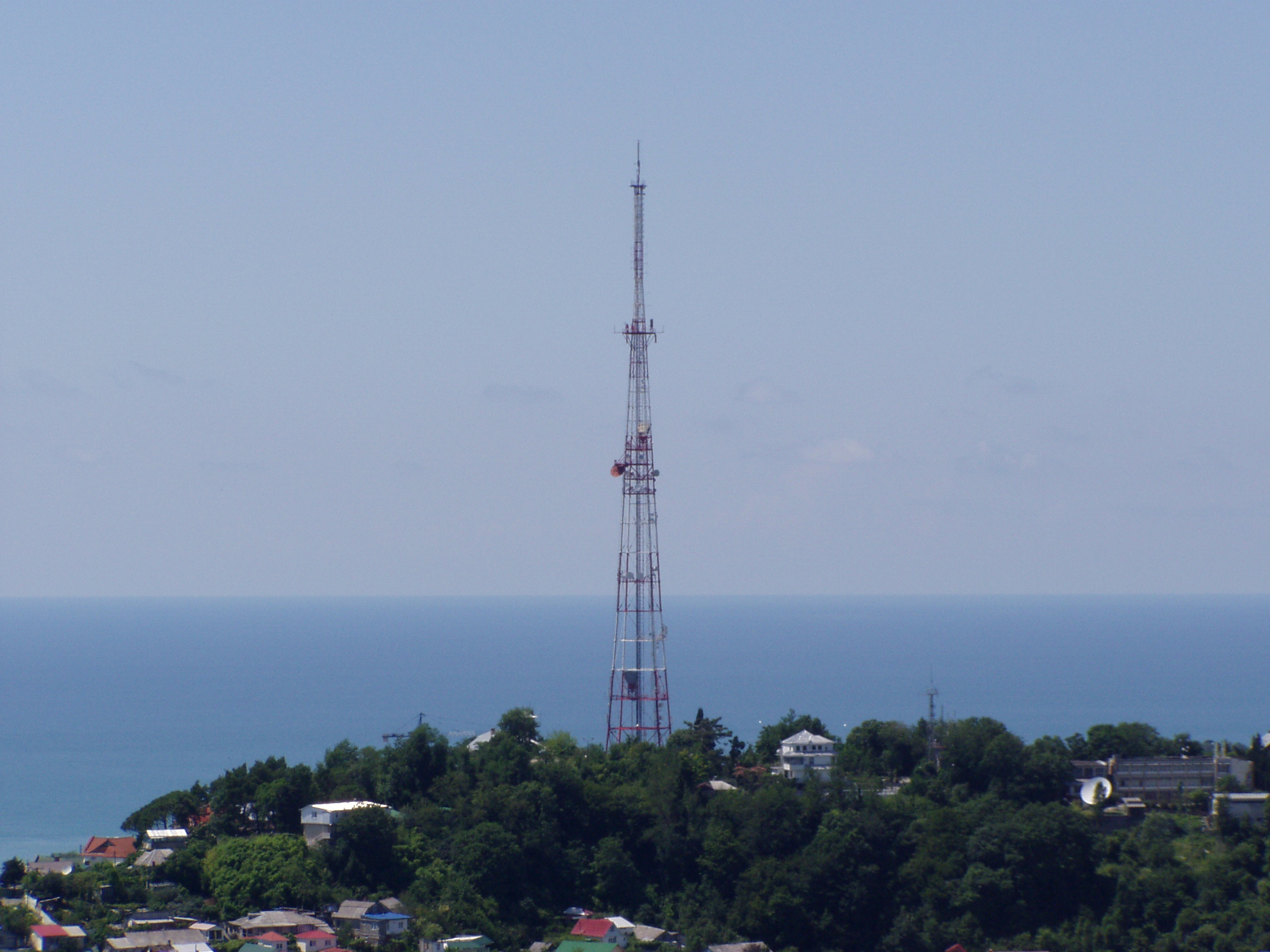
Der Fernsehturm in Sotschi vom Typ 3803 KM

3803 KM ist die Bezeichnung einer bestimmten Bauart von Sendetürmen, welche ab 1954 in zahlreichen größeren Städten der Sowjetunion errichtet wurden. Die Sendetürme wurden in Stahlfachwerkbauweise gebaut und dienten der Verbreitung von UKW- und TV-Programmen.
Ein 3803 KM ist 180 Meter hoch und besitzt in 140 Meter und 148 Meter Höhe eine Plattform zur Aufnahme von Richtfunkantennen. Allein in der Ukraine wurden 23 Stück errichtet. Viele von ihnen sind bis heute ein markantes Wahrzeichen vieler größerer Städte in der ehemaligen Sowjetunion. Zum Teil wurden Sendetürme abgebaut und an anderer Stelle wieder aufgebaut. Entwickelt wurde der Turm 3803 KM vom staatlichen Institut für Stahlbau der Sowjetunion.